# Mistrzostwa Europy w Judo 1989
37. Mistrzostwa Europy w Judo w 1989 roku odbyły się w dniach 11-14 maja w Helsinkach. Turniej finałowy zawodów drużynowych odbył się w Wiedniu, 28 i 29 października.

## Klasyfikacja medalowa
Gospodarz zawodów został zaznaczony kolorem.
| Miejsce | Państwo         |    |    |    | Razem |
| ------- | --------------- | -- | -- | -- | ----- |
| 1       | Francja         | 6  | 2  | 5  | 13    |
| 2       | ZSRR            | 4  | 2  | 4  | 10    |
| 3       | Finlandia       | 3  | 1  | 1  | 5     |
| 4       | Holandia        | 2  | 0  | 5  | 7     |
| 5       | Polska          | 1  | 2  | 3  | 6     |
| 6       | Belgia          | 1  | 0  | 3  | 4     |
| 7       | Włochy          | 1  | 0  | 2  | 3     |
| 8       | Czechosłowacja  | 0  | 3  | 1  | 4     |
| 9       | Wielka Brytania | 0  | 2  | 3  | 5     |
| 10      | NRD             | 0  | 2  | 2  | 4     |
| 11      | RFN             | 0  | 2  | 1  | 3     |
| 12      | Węgry           | 0  | 1  | 2  | 3     |
| 13      | Szwecja         | 0  | 1  | 0  | 1     |
| 14      | Hiszpania       | 0  | 0  | 2  | 2     |
| 15      | Austria         | 0  | 0  | 1  | 1     |
| .       | Izrael          | 0  | 0  | 1  | 1     |
| Razem   | Razem           | 18 | 18 | 36 | 72    |

## Wyniki

### Mężczyźni
| Konkurencja: | Złoto: | Srebro: | Brąz:                                  |
| −60kg        | Amiran Totikaszwili | Petr Šedivák | Philippe Pradayrol Carlos Sotillo      |
| −65kg        | Bruno Carabetta | Siergiej Kosmynin | József Csák Pavel Petřikov             |
| −71kg        | Jorma Korhonen | Bertalan Hajtós | Marc Alexandre Giorgi Tenadze          |
| −78kg        | Baszyr Warajew | Frank Wieneke | Anthonie Wurth Zsolt Zsoldos           |
| −86kg        | Fabien Canu | Vitaly Budyukin | Giorgio Vismara Axel Lobenstein        |
| −95kg        | Koba Kurtanidze | Jiří Sosna | Theo Meijer Marc Meiling               |
| ponad 95kg   | Rafał Kubacki | Thomas Müller | Hans Buiting Grigorij Wiericzew        |
| Open         | Juha Salonen | Frank Möller | Harry Van Barneveld Siergiej Kosorotow |
| Drużynowo    | ZSRR · Andrey Yushin · Vladimir Dgebuadze · Oleg Malcew · Vadim Voinov · Apti Magomadov · Dawit Chachaleiszwili · Fedor Lazarenko · | Francja · Philippe Pradayrol · Hamid Abdoune · Philippe Taurines · Jean-Michel Berthet · Pascal Tayot · Stéphane Traineau · Laurent del Colombo · (Patrick Boirie, Pascal Bozo · Christian Vachon) | Wielka Brytania · NRD ·                |

### Kobiety
| Konkurencja: | Złoto: | Srebro: | Brąz: |
| −48kg        | Cécile Nowak | Karen Briggs | Małgorzata Roszkowska Marjo Vilhola |
| −52kg        | Jaana Ronkainen | Dominique Brun | Joanna Majdan Sharon Rendle |
| −56kg        | Catherine Arnaud | Maria Gontowicz | Miriam Blasco Jenny Gal |
| −61kg        | Catherine Fleury-Vachon | Lenka Šindlerová | Diane Bell Ja’el Arad |
| −66kg        | Emanuela Pierantozzi | Alexandra Schreiber | Ulla Werbrouck Claire Lecat |
| −72kg        | Ingrid Berghmans | Elisabeth Karlsson | Marion van Dorssen Aline Batailler |
| ponad 72kg   | Angelique Seriese | Anne Åkerblom | Beata Maksymow Natalina Lupino |
| Open         | Angelique Seriese | Beata Maksymow | Elena Guschina Ingrid Berghmans |
| Drużynowo    | Francja · Cécile Nowak · Dominique Berna · Catherine Arnaud · Catherine Fleury-Vachon · Claire Lecat · Aline Batailler · Natalina Lupino · | Wielka Brytania · Anisah Mohamoodally · Loretta Doyle · Claire Shiach · Nicola Fairbrother · Kate Howey · Jane Morris · Sharon Lee · | Austria · Michaela Bornemann · Edith Hrovat · Petra Profanter · Renate Lehner · Roswitha Hartl · Marianne Promegger · Barbara Grienberger · Włochy · Giovanna Tortora · Alessandra Giungi · Laura Zimbaro · Erica Barbieri · Emanuela Pierantozzi · Erica Baroncini · Maria Teresa Motta |